# 龍飛岬 (映画)
『龍飛岬』（たっぴみさき）は、1988年1月6日に公開された日本映画である。監督は中津川勲、主演は島崎恵。生まれたばかりの自分を捨て、母を自殺に追いやった父に復讐する女の人生が描かれる。

## あらすじ
1959年の冬。津軽半島の突端、龍飛岬に生まれたばかりの女児が300万円の現金とともに捨てられていた。地元の漁師留吉がこれをみつけ、持ち帰った。留吉と妻キヨとの間には子どもがなかった。これは神様からの授かりものだ、赤ん坊を幸子と名づけ、育てることにした。留吉は電動イカ釣り機を300万円で買ったが、間もなく留吉の脚が機械に巻き込まれる事故がおこった。キヨはパートに出て、ひとりで家計を支えた。
1974年、幸子は15歳の美しい娘に育っていた。いっぽう、寝たきりで漁にも出られない留吉は自暴自棄になっていた。そんなある日、留吉は無理やり幸子を犯してしまう。村が祭りで賑わっていた夕方、家が焼け落ち、焼け跡には留吉の焼死体があった。キヨが疑われたが、証拠不十分で釈放され、そのまま村からいなくなった。幸子ははじめて自分の生い立ちを知り、キヨを追って東京へ向かった。
1986年の秋、横浜で医大生が殺される事件があった。幸子という女が容疑者として浮かび、ふたりの刑事が彼女の出身地である龍飛岬へむかった。27歳の幸子は銀座の高級クラブのホステスとなっていて、国会議員で同郷の斉藤甲子郎と知り合い、結婚の約束をした。これを報道で知ったキヨはピンと来た。斉藤は幸子の父親だ。幸子は自分を捨て、母を自殺に追い込んだ父親への復讐を計画していた。

## キャスト
- 北浦幸子 - 島崎恵
- 北浦キヨ - 馬渕晴子
- 間宮俊夫 - 高岡健二
- 若林爾郎 - 草野大悟
- 北浦留吉 - 木村元
- 岡田 - うえだ峻
- 山村邸執事 - 増田順司
- 高石ひろ子 - 蜷川美穂
- 里見良平 - 高野光平
- 石川恒男 - 麻生亮
- 里見良太郎 - 奥野匡

- 榊原弘一 - 田中洋介
- アモーレ支配人 - 石倉民雄
- 阿部芳子 - 五十嵐ゆかり
- 桜井 - 国宗篤
- 寺山 - 加藤純平
- 新城彰子 - 東丘出陽
- 中学校教師 - 舞小雪

- 金子善男 - 加藤忠行
- 北浦幸子（５歳） - 安蒜真弓
- 北浦幸子（12歳） - 細川麻衣
- 署長 - 織本順吉
- 斉藤甲子郎 - 根上淳
- 古武藤七 - 愛川欽也

## スタッフ
- 監督 - 中津川勲
- 脚本 - 芹宮靖
- 原作 - 木村元保
- 製作 - 木村元保
- 撮影 - 相原義晴
- 美術 - 秋森直美
- 音楽 - 淡海悟郎
- 音楽プロデューサー - 川田大三
- 録音 - 仲澤廣幸
- 照明 - 岩丸晴一
- 編集 - 飯塚勝
- 助監督 - 南晃行